# Eduardo Manglés
Eduardo Manglés (7 de noviembre de 1975) es un deportista venezolano que compitió en judo. Ganó dos medallas en el Campeonato Panamericano de Judo, bronce en 1998 y oro en 1999.

## Palmarés internacional
| Campeonato Panamericano | Campeonato Panamericano         | Campeonato Panamericano | Campeonato Panamericano |
| Año                     | Lugar                           | Medalla                 | Categoría               |
| ----------------------- | ------------------------------- | ----------------------- | ----------------------- |
| 1998                    | Santo Domingo (Rep. Dominicana) | Medalla de bronce       | –73 kg                  |
| 1999                    | Montevideo (Uruguay)            | Medalla de oro          | –73 kg                  |